# Groupe des XX
Ne doit pas être confondu avec Groupe des 20.
Pour les articles homonymes, voir G20 (homonymie).

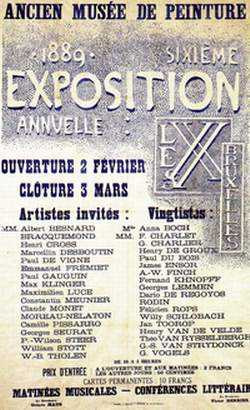
Affiche de la 6e exposition, 2 février - 3 mars 1889.

Le Groupe des Vingt (ou Les XX) est un cercle artistique d'avant-garde fondé à Bruxelles en 1883 par Octave Maus et dissout, après dix années d'existence en 1893. Les membres du groupe des XX sont appelés « vingtistes ».
Émanant d'une scission du cercle L'Essor, les XX sont perpétués après 1893 par La Libre Esthétique.

## Historique

### Contexte
Une sécession artistique débute lors de la création, à Bruxelles, du Groupe des XX le 28 octobre 1883. Elle est confortée, quelques mois plus tard, par le peintre Joseph Coosemans, membre du jury officiel du Salon de Bruxelles qui, refusant les toiles de plusieurs peintres, clame : « Qu’ils exposent chez eux ! », faisant allusion au premier Salon des XX qui s'était tenu, quelques mois auparavant, du 21 février au 2 mars 1884. Parmi les artistes refusés, James Ensor et Guillaume Vogels, membres du Groupe des XX, avaient déjà exposé au premier Salon du Groupe,.

### Objectifs
Le groupe des XX est un groupe d'avant-garde pour la promotion de l'art moderne international. Son organe de presse est la revue L'Art moderne, fondée par Octave Maus et l'avocat Edmond Picard.
Selon Camille Lemonnier, lors de la première exposition des XX, les critiques exagérées dans la louange comme dans le dénigrement donnent de l'importance à l'événement. Présentés comme ennemis de toute tradition, les XX continuent en réalité à perpétuer, dans un esprit d'indépendance, la tradition de l'école qui, en Belgique, vers 1863, substitue l'étude scrupuleuse des réalités aux abstractions des peintres de 1830.

### Sigle
Fernand Khnopff dessine le sigle des XX qui figure sur les affiches et catalogues des expositions dans un style qui annonce l’Art nouveau.

## Les vingtistes

### Les fondateurs
Le 28 octobre 1883, à la taverne Guillaume à Bruxelles, vingt artistes, Octave Maus, secrétaire de l'association, et son trésorier Victor Bernier posent les bases du Groupe des XX.
Liste des vingtistes fondateurs :
- Achille Chainaye (démissionne en 1888)
- Frantz Charlet
- Jean Delvin (démissionne en 1886)
- Paul Du Bois
- James Ensor
- Willy Finch
- Charles Goethals (meurt en 1885)
- Fernand Khnopff
- Jef Lambeaux (démissionne en 1884)
- Périclès Pantazis (meurt en 1884)
- Darío de Regoyos
- Willy Schlobach
- Frans Simons (démissionne en 1885)
- Gustave Vanaise (démissionne en 1886)
- Théo Van Rysselberghe
- Guillaume Van Strydonck
- Piet Verhaert (démissionne en 1885)
- Théodore Verstraete (démissionne en 1885)
- Guillaume Vogels
- Rodolphe Wytsman (démissionne en 1888)

### Vingtistes remplaçants

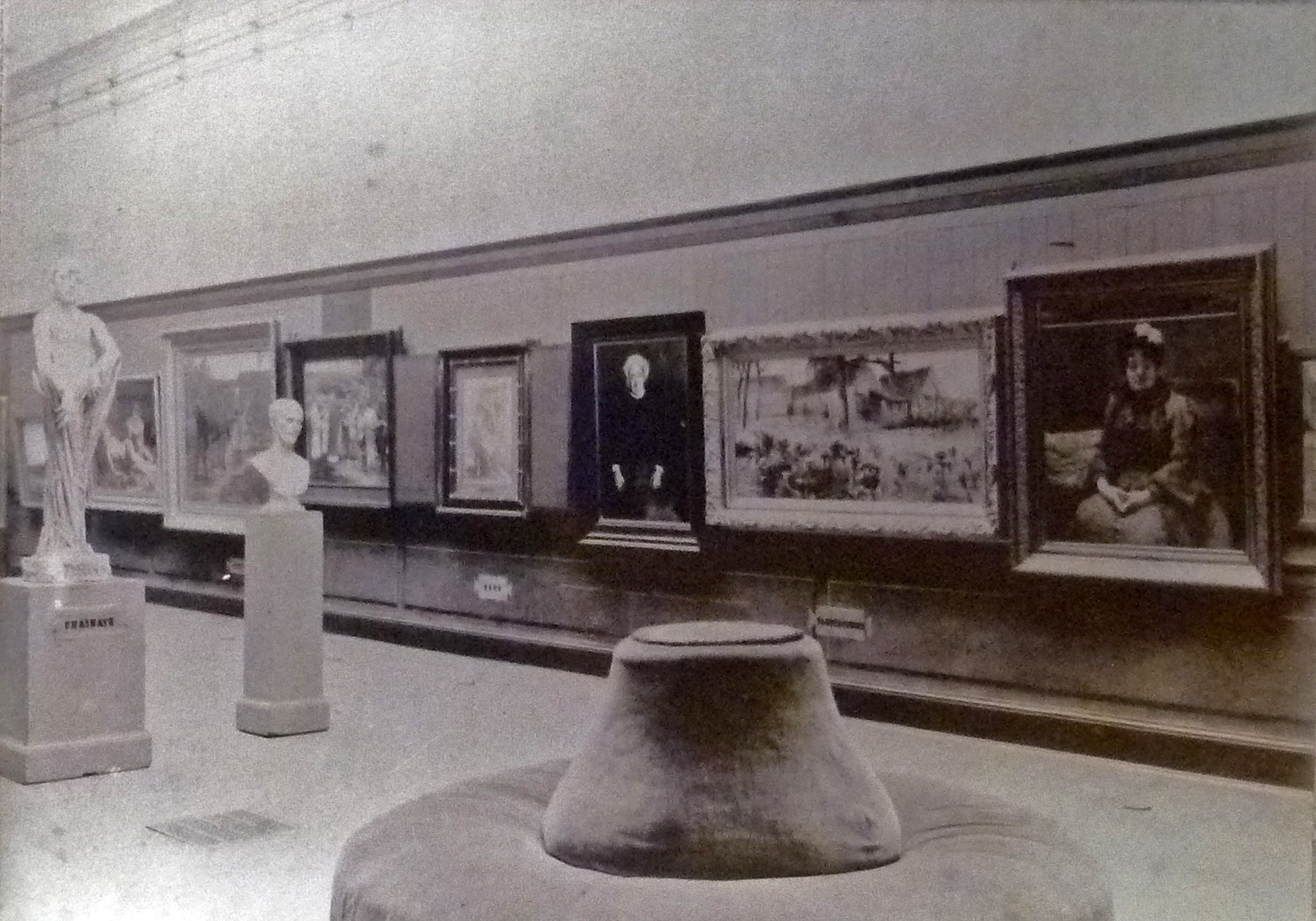
Vue de l'exposition du groupe des XX en 1884.

Les artistes ayant rejoint Les XX au fil des années : 
1885
- Guillaume Charlier
- Jan Toorop
- Isidore Verheyden (démissionne en 1888)

1886
- Anna Boch
- Willy Finch
- Félicien Rops

1887
- Henry de Groux (exclu en 1890)

1889
- Georges Lemmen
- Henry Van de Velde
- Auguste Rodin

1890
- Robert Picard

1891
- George Minne
- Paul Signac

Les vingtistes se retrouveront pour la plupart au sein de la Libre Esthétique, le mouvement qui succède aux XX en 1894.

## Dix ans d'existence
Au cours de ses dix années d'existence, les XX exposent à dix reprises : de 1884 à 1893, généralement vers le mois de février. ne disposant pas de local attitré, les expositions ont lieu dans les locaux des musées nationaux de Bruxelles.

### Premier Salon annuel des XX (1884)

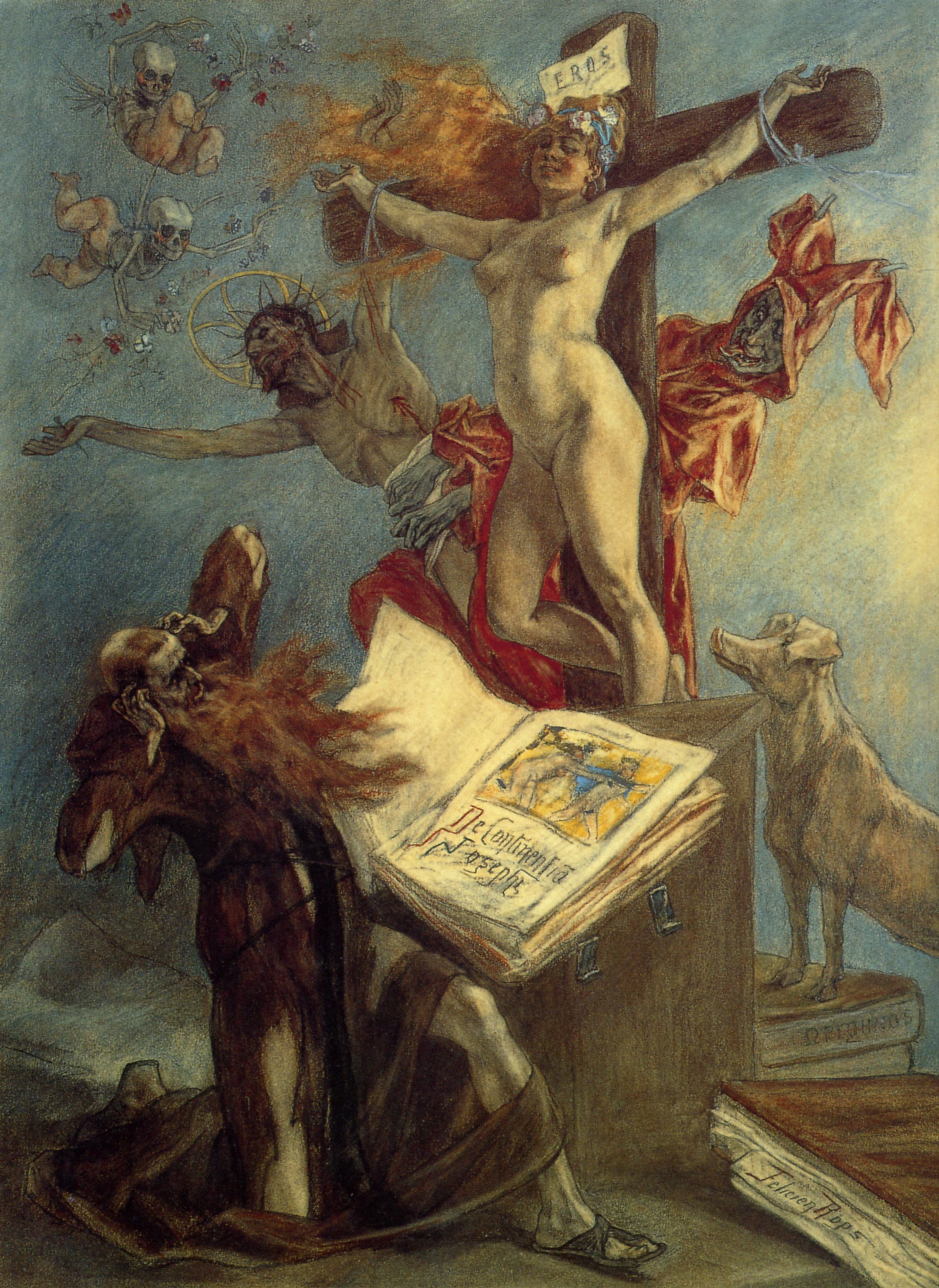
Félicien Rops, La Tentation de saint Antoine (1878), Bruxelles, Bibliothèque royale de Belgique, cabinet des estampes.

Parmi les « vingtistes » du départ, on trouve déjà James Ensor, Fernand Khnopff, Dario de Regoyos et Théo Van Rysselberghe et, parmi les invités, de grands noms tels que Félicien Rops ou Auguste Rodin. Jan Toorop adhère au mouvement en 1884, mais n'expose que l'année suivante. Chaque vingtiste peut exposer six œuvres, les invités quant à eux ne peuvent en exposer qu’une. Le premier Salon des XX ouvre sa première exposition internationale de peinture et de sculpture du 21 février au 2 mars 1884 dans le premier Palais des Beaux-Arts de Bruxelles, l'actuel musée royal d’art ancien aux musées des Beaux-Arts.
Les XX cherchent une évolution de la peinture. Dès cette première exposition, où quarante exposants sont présents, on remarque un très net intérêt porté à la lumière. Le premier tableau exposé par Théo Van Rysselberghe est En West Flandre. C’est déjà une peinture très lumineuse, comme le sera la suite de son œuvre. James Ensor présente six œuvres Chinoiseries, Les Masques, La Dame en détresse, Le Lampiste, Une Coloriste et Les Pochards.
Pour cette première exposition, la toile de La Tentation de saint Antoine de Félicien Rops fait scandale. Son iconographie a vocation à chauffer les esprits conservateurs : en lieu et place du Christ sur la croix, on y voit une femme nue.
Les artistes étrangers présents sont les peintres Richard Bergh, William Merritt Chase, Henri Gervex, Jozef Israëls, Max Liebermann, Jacob Maris, Anton Mauve, Darío de Regoyos, John Singer Sargent, William Stott et le sculpteur Jean-Antoine Injalbert.

### Vincent van Gogh invité chez Les XX
Vincent van Gogh est invité par deux fois au Salon des XX.
Au Salon de 1890, il expose deux toiles de la série Les Tournesols ainsi que Le Lierre, Verger en fleurs (Arles), Champ de blé au soleil levant (Saint-Rémy) et La Vigne rouge, qu'il vendra à Anna Boch : c'est la seule toile qu'il ait jamais vendue. Le 16 janvier, avant-veille du vernissage, Henry de Groux décide de ne pas exposer au Salon, ne désirant pas voir son envoi côtoyer « l'excécrable Pot de soleils de Monsieur Vincent », ce qui lui vaut son exclusion du Cercle des XX.
Au Salon de 1891, Van Gogh étant mort le 29 juillet 1890, Les XX organisent une exposition rétrospective de ses œuvres consistant en un ensemble huit toiles et sept dessins.

### Quelques artistes invités aux Salons des XX
Conformément aux vues d'Octave Maus, les invités sont choisis « parmi des artistes déjà consacrés, mais dont l’art demeure indépendant et combatif ».
Camille Pissarro (1887, 1889, 1891), Claude Monet (1886, 1889), Georges Seurat (1887, 1889, 1891, 1892), Gustave Caillebotte (1888), Henri de Toulouse-Lautrec (1888, 1889, 1890), Paul Gauguin (1889, 1891), Paul Cézanne (1890), Vincent van Gogh (1890, 1891), Louis Artan, William Degouve de Nuncques, Xavier Mellery, et bien d'autres ont été invités à au moins un Salon annuel des XX.

### Dissolution du groupe
La majorité des membres du groupe décide la dissolution en 1893 en suivant la proposition de Maus « les cercles d'avant garde ne doivent pas durer trop longtemps sous peine de déchoir ou de reculer ». Ensor tente vainement de s'opposer à cette décision.